# Arbeitsgegenstand
Arbeitsgegenstand sind im Arbeitsstudium sämtliche Stoffe, Güter, Informationen, Datenträger usw., die im Sinne der Arbeitsaufgabe in einem Arbeitssystem in ihrem Zustand, ihrer Form oder ihrer Lage verändert werden. Auch im Marxismus wird der Begriff verwendet.

## Arbeitsstudium
In der Arbeitswissenschaft werden alle Arbeitsmittel und Arbeitsobjekte, sofern sie im Produktionsprozess einer Veränderung unterzogen werden, als Arbeitsgegenstände bezeichnet. Zu den Arbeitsgegenständen gehören Roh-, Hilfs- und Betriebsstoffe, Vorleistungsgüter oder Zwischenprodukte, im weiteren Sinne auch Energie und Informationen (Informationsgut). Arbeitsgegenstände wirken mit Arbeitskräften, Energie und Information in einem Arbeitssystem beim Arbeitsablauf räumlich und zeitlich zusammen.

## Bedeutung des Begriffs im Marxismus
Der Begriff Arbeitsgegenstand erfährt in der Schrift Das Kapital von Karl Marx eine erweiterte gesellschaftliche Bedeutung. Für Marx sind Arbeitsgegenstände im Arbeitsprozess alle Grundstoffe oder bearbeitete Materialien (Halbfertigfabrikate), auf welche die Arbeit mit dem Ziel einwirkt, ein bestimmtes Produkt herzustellen.
Der allgemeine Arbeitsgegenstand war nach diesem Verständnis zunächst die Erde. Man unterschied ferner zwischen den von der Natur gegebenen Arbeitsgegenständen (Erze, Erdöl, Erdgas, Kohle, Holz etc.), die der Mensch unmittelbar aus der ihn umgebenden Natur (dem Boden, den Gewässern, dem Wald) gewann, und den bereits bearbeiteten Arbeitsgegenständen (das Holz im Sägewerk, das Erz im Hüttenwerk, das Erdöl im Verarbeitungswerk etc.). Letztere wurden auch als Rohmaterial oder Rohstoffe, Halbfabrikate etc. bezeichnet. Die Arbeitsgegenstände bildeten zusammen mit den Arbeitsmitteln die Produktionsmittel. Letztere gehörten im Bereich der materiellen Produktion zum Produktionsfonds, und zwar zum Produktionsumlauffonds.
Mit der Entwicklung der gesellschaftlichen Produktion, der Naturwissenschaften und Technik, erhöhte sich die Menge der von der Gesellschaft gewonnenen Arbeitsgegenstände, und es wurden neue, nützliche Eigenschaften der Arbeitsgegenstände entdeckt. Gleichzeitig führte diese Entwicklung und die gesellschaftliche Arbeitsteilung dazu, dass aus der gleichen Menge der Arbeitsgegenstände mehr Endprodukte hergestellt werden konnten.
Unter den Bedingungen der wissenschaftlich-technischen Umwälzung des Produktionsprozesses kam auch den Arbeitsgegenständen im System der Produktivkräfte eine größere Bedeutung zu.